# 1675
1675 (MDCLXXV) byl rok, který dle gregoriánského kalendáře započal úterým.

## Události
- Cassini objevuje Cassiniho dělení Saturnových prstenců
- realizováno poštovní spojení z Prahy do Polska a Ruska přes Hradec Králové a Vratislav
- anglický král Karel II. dává zavřít všechny kavárny v zemi jako „semeniště revoluce“
- Švédsko utrpělo od Braniborska porážku v bitvě u Fehrbellinu, čehož využil dánský král Kristián V. a vyhlásil Švédsku válku, která je dnes známá jako Skånská válka.

### Probíhající události
- 1652–1689 – Rusko-čchingská válka
- 1672–1678 – Francouzsko-nizozemská válka
- 1674–1679 – Skånská válka
- 1675–1678 – Válka krále Filipa

## Narození

#### Česko
- 29. května – Otto Honorius z Egkhu, světící biskup olomoucké diecéze († 30. dubna 1748)
- 02. srpna – Josef František Bruntálský z Vrbna, šlechtic († 9. června 1755)
- 01. října – Benignus Sychrovský, katolický kněz a teolog († 13. září 1737)
- 04. listopadu – Leopold Tempes, jezuitský kněz a rekatolizátor († 16. prosince 1742)
- 27. prosince – Jan Arnošt Antonín Schaffgotsch, slezský šlechtic působící v Čechách († 9. červenec 1747)
- neznámé datum
  - Jan Sturmer, olomoucký sochař († 14. listopadu 1729)

#### Svět
- 16. ledna – Louis de Rouvroy de Saint-Simon, francouzský šlechtic a diplomat († 2. března 1755)
- 21. ledna – Sibyla Sasko-Lauenburská, badenská markraběnka († 10. července 1733)
- 28. března – Fridrich Vilém Meklenbursko-Zvěřínský, německý šlechtic († 31. července 1713)
- 31. března – Benedikt XIV., papež († 3. května 1758)
- 11. dubna – Camille Le Tellier de Louvois, generální vikář arcidiecéze remešské († 5. listopadu 1718)
- 23. dubna – Charles Spencer, 3. hrabě ze Sunderlandu, britský státník a šlechtic († 19. dubna 1722)
- 29. dubna – Giovanni Antonio Pellegrini, italský malíř († 2. listopadu 1741)
- 22. května – Yves-Marie André, francouzský jezuita a spisovatel († 25. února 1764)
- 13. června – Jan Arnošt Nasavsko-Weilburský, císařský vrchní polní maršál († 27. února 1719)
- 05. července – Mary Walcott, jedna z žen obviněných z čarodějnictví v Salemském čarodějnickém případu († 1719)
- 12. července – Evaristo Dall’Abaco, italský houslista a hudební skladatel († 12. července 1742)
- 20. července – Samuel Timon, uherský polyhistor a pedagog slovenského původu († 7. dubna 1736)
- 07. října – Rosalba Carriera, benátská rokoková malířka († 15. dubna 1757)
- 11. října – Samuel Clarke, britský teolog a filozof († 17. května 1729)
- 21. října – Higašijama, japonský císař († 16. ledna 1710)
- 24. října – Richard Temple, 1. vikomt Cobham, britský generál a politik († 14. září 1749)
- 12. prosince – Benjamin Hederich, německý jazykovědec, lexikograf a matematik († 18. července 1748)
- neznámé datum
  - David ben Solomon Altaras, italský rabín († 1714)
  - William Jones, velšský matematik († 3. července 1749)
  - Giovanni Porta, italský hudební skladatel († 21. června 1755)
  - Tarabaj Bhonsale, regentka Maráthské říše († 9. prosince 1761)
  - Richard Boyle, 2. vikomt Shannon, britský vojevůdce a šlechtic († 20. prosince 1740)

## Úmrtí

#### Česko
- 29. dubna – Matouš Ferdinand Sobek z Bílenberka, arcibiskup pražský (* 19. září 1618)
- 13. října – Maxmilián Rudolf Schleinitz, první litoměřický biskup (* 1605)
- 29. října – Andreas Hammerschmidt, česko-německý skladatel a varhaník (* 1611/12)
- 08. listopadu – Modest Meerstein, hudebník a hudební skladatel, olomoucký františkán (* ?)
- 13. listopadu – Felix Kadlinský, český spisovatel (* 18. října 1613)
- 21. listopadu – Jiří Vilém Lehnický, poslední legitimní mužský příslušník piastovské dynastie (* 1660)
- neznámé datum
  - Antonín Stevens, pražský malíř (* 1610)
  - Jan Kašpar Dooms, grafik a mědirytec vlámského původu (* 6. března 1597)

#### Svět
- 05. ledna – Eleonora Žofie Šlesvicko-Holštýnsko-Sonderburská, členka dánské královské rodiny (* 14. února 1603)
- 09. února
  - Gerrit Dou, nizozemský malíř (* 7. dubna 1613)
  - Ambrosius Brueghel, vlámský barokní malíř (* pokřtěn 10. srpna 1617)
- 18. února – Marie Eleonora Braniborská, braniborská princezna a falcká lankraběnka (* 1. dubna 1607)
- 02. dubna – Jindřich Vilém Starhemberg, rakouský šlechtic, diplomat, vojevůdce a dvořan (* 28. února 1593)
- 06. května – Girolamo Fantini, italský trumpetista a hudební skladatel (* 11. února 1600)
- 18. května – Jacques Marquette, francouzský jezuitský misionář (* 1. června 1637)
- 08. června – Jan Jonston, polský přírodovědec, pedagog, protestantský filosof a lékař (* 3. září 1603)
- 11. června – Dorotea Marie Sasko-Výmarská, sasko-zeitzská vévodkyně (* 14. října 1641)
- 12. června – Karel Emanuel II. Savojský, savojský vévoda (* 20. června 1634)
- 27. července – Henri de la Tour d'Auvergne, francouzský maršál (11. září 1611)
- 24. srpna – Pierre Perrin, francouzský básník a libretista (* 1620)
- 08. září – Amálie zu Solms-Braunfels, manželka nizozemského místodržitele Frederika Hendrika Oranžského (* 31. srpna 1602)
- 12. září – Girolamo Graziani, italský renesanční básník (* 1604)
- 14. listopadu – August Aušpurský, německý lyrik, překladatel a epigramik (* 3. března 1620)
- 21. listopadu – Jiří Vilém Lehnický, lehnický, volovský a břežský kníže (* 29. září 1660)
- 24. listopadu – Tégh Bahádur, devátý z deseti guruů sikhismu (* 1. dubna 1621)
- 15. prosince – Jan Vermeer, nizozemský barokní malíř (* 1632)
- 26. prosince – Gabriel de Rochechouart de Mortemart, francouzský šlechtic a otec markýzy de Montespan (* 1600)
- neznámé datum
  - James Gregory, skotský matematik a astronom (* 1638)
  - Cristóbal Diatristán de Acuña, španělský jezuita a misionář (* 1597)
  - Vincenzo Tozzi, italský hudební skladatel (* 1612)
  - Luigi Mattei, italský vojenský generál (* ?)
  - Gherardo Silvani, italský barokní architekt a sochař (* 1579)
  - Wojciech Bobowski, polský hudební skladatel, malíř, diplomat, spisovatel a překladatel (* 1610)
  - Anna Francisca de Bruyns, vlámská barokní malířka (* 1604)
  - Nikifor Černigovskij, ruský sibiřský kozák (* ?)

## Hlavy států
- Anglie – Karel II. (1660–1685)
- Francie – Ludvík XIV. (1643–1715)
- Habsburská monarchie – Leopold I. (1657–1705)
- Osmanská říše – Mehmed IV. (1648–1687)
- Polsko-litevská unie – Jan III. Sobieski (1674–1696)
- Rusko – Alexej I. (1645–1676)
- Španělsko – Karel II. (1665–1700)
- Švédsko – Karel XI. (1660–1697)
- Papež – Klement X. (1670–1676)
- Perská říše – Safí II.